# Sphaerochthonius litoralis
Sphaerochthonius litoralis är en kvalsterart som beskrevs av Schatz 2003. Sphaerochthonius litoralis ingår i släktet Sphaerochthonius och familjen Sphaerochthoniidae. Inga underarter finns listade i Catalogue of Life.